# Ceremonia de clausura de los Juegos Olímpicos de Sochi 2014
La ceremonia de clausura de los Juegos Olímpicos de Sochi 2014 tuvo lugar la noche del domingo 23 de febrero de 2014 en el Estadio Olímpico de Sochi. Se inició a las 20:14 p. m. (MSK) e incluyó los discursos de clausura y el apagado de la llama olímpica.

## Programa
El programa de la ceremonia de clausura se titulaba "Reflexiones de Rusia" y enseñaba los hitos de la cultura rusa dese la perspectiva europea. Fue dirigido por Daniele Finzi Pasca, Konstantin Ernst trabajó como director creativo, mientras que Andrei Nasonovskiy fue el productor ejecutivo.
Durante la ceremonia, se mostraron varios momentos destacados de los Juegos a través de las pantallas del Estadio Olímpico Fisht. Un "bosque" creado con 204 tubos de luces LED cambiaba de color junto a la audiencia, a quienes les fue proporcionado unas pulseras LED que también cambiaban de color.

### Inicio
La ceremonia de clausura comenzó con una cuenta regresiva que al finalizar iluminó el "bosque" LED. Lyubov, la chica de la ceremonia de apertura, ingresó al estadio mediante un bote de remos acompañada por dos payasos y dos niños llamados Yuri y Valentina. Una imagen representando el mar negro apareció en el suelo del estadio. Varios voluntarios aparecieron debajo de ellos disfrazados como pescados, que luego terminarían formando el Taegeuk (una referencia a Corea del Sur, el siguiente país en organizar los Juegos Olímpicos Invernales), el símbolo del infinito, una estrella y los anillos olímpicos junto a un punto, una referencia a la ceremonia de apertura donde uno de los anillos no se abrió de manera correcta, finalmente el punto formaría el quinto anillo. La bandera de Rusia fue trasladada por los campeones olímpicos rusos de los Juegos.

### Himno nacional de Rusia
El Himno nacional de Rusia fue interpretado por el Gran coro infantil dirigido por Valery Gergiev junto a la Sinfonía Juvenil Pan Rusa. Mientras se interpretaba, se izó la bandera rusa.

### Desfile de las naciones
Los abanderados de las naciones participantes ingresaron al estadio todas juntas, con 2.800 atletas que participaron en el evento.

### Entrega de medallas
Durante la ceremonia, se entregaron las medallas de esquí cross-country de categoría 30 kilómetros estilo libre femenino (todas obtenidas por atletas noruegas) y 50 kilómetros estilo libre masculino (todas obtenidas por atletas rusos).  Por este motivo, se volvió a tocar el himno ruso, aunque esta vez fue una grabación de la Orquesta Filarmónica de Londres. Fue la primera vez desde la ceremonia de clausura de los Juegos Olímpicos de Turín 2006 que el himno nacional de la nación organizadora se interpretó dos veces de formas distintas.

## Show

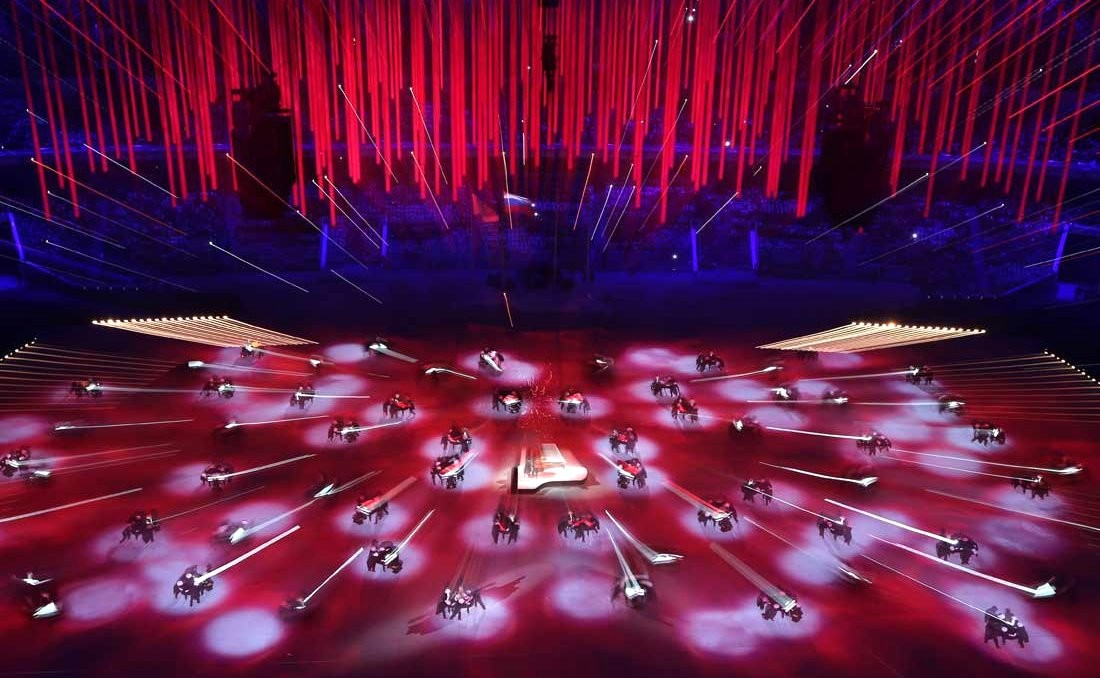
Denis Matsuev durante el capítulo "Música"

La ceremonia continuó con una serie de "capítulos" que representaban distintos aspectos de la cultura rusa. Se inició con una escena titulada "El mundo de Malevich, Kandinsky y Chagall" inspirado por las pinturas de Marc Chagall con violinistas, payasos y acróbatas. Tras esto, surgió un gran piano en el suelo del estadio lo que dio inicio al capítulo "Música", donde Denis Matsuev interpretó Concierto para piano n.º 2 de Serguéi Rajmáninov seguidos por compositores en pelucas y colas blancas en el centro de atención con 62 pianos más. En el capítulo "Teatro", bailarines del Ballet Mariinski y el Ballet Bolshoi de Moscú bailaron Scheherezade de Nikolái Rimski-Kórsakov. La primera orquesta sinfónica juvenil de Rusia acompañó a los bailarines.
Novelistas, poetas y dramaturgos rusos como León Tolstói, Fiódor Dostoyevski, Aleksandr Solzhenitsyn, Nikolái Gógol, Antón Chéjov y Anna Ajmátova fueron homenajeados en el capítulo "Literatura". Luego, se realizó un homenaje al circo ruso con más de 200 profesionales de circo. El capítulo terminó con la construcción de una carpa de circo roja y blanca.
En total más de 7.000 personas y 43.000 elementos escénicos formaron parte del show.

## Entrega de la Bandera Olímpica
Durante la ceremonia de entrega de la Bandera Olímpica por parte de la ciudad de Sochi a Pieonchang, se izó la bandera de Grecia y se tocó su himno nacional. Tras esto, se tocó el Himno Olímpico y la Bandera Olímpica fue arriada y entregada por el Alcalde de Sochi, Anatoly Pakhomov, a Thomas Bach, el presidente del Comité Olímpico Internacional, quien la entregaría finalmente a Seok-Rae Lee, el Alcalde de Pieonchang.
Tras esto, se inició la presentación de ocho minutos de duración donde se presentó distintos aspectos de la cultura coreana. Hubo un show musical con Kayagum, mientras que la diva de la opera Sumi Jo, Youn Sun Nah y Lee Seung-chul interpretaron Arirang. Dos niños cantaron el Himno Nacional de Corea del Sur.
En la presentación, los actores estuvieron disfrazados de aves típicas del país, mientras que unos niños hacían muñecos de nieve  mientras se representaban imágenes de distintas competiciones olímpicas invernales, la presentación concluyó con el logo de los Juegos Olímpicos de Pieonchang 2018.

## Clausura de los juegos

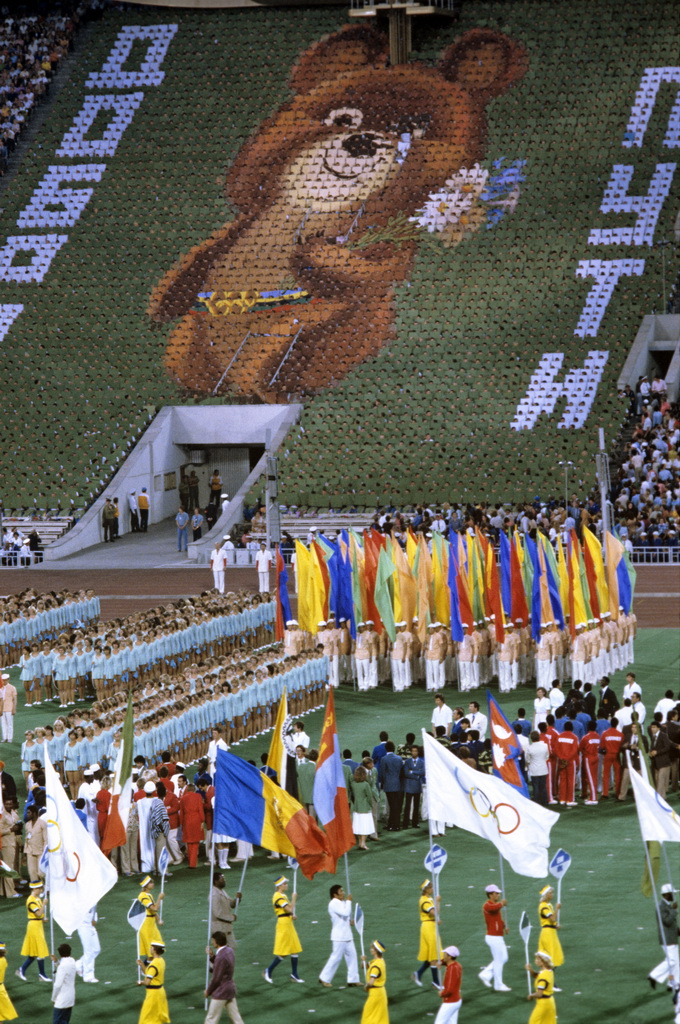
La escena de la lágrima de Bely Mishka era un homenaje a esta escena de la ceremonia de clausura de los Juegos Olímpicos de Moscú 1980, donde Misha "se le escapa" una lágrima

Los Juegos fueron oficialmente clausurados por Thomas Bach a las 22:04 Hora de Moscú, y llamó a los Juegos "Los Juegos de los Atletas". En su discurso invitó al mundo a volver a juntarse en cuatro años durante los Juegos de Pieonchang 2018. Finalizado su discurso, los tres niños de la ceremonia volvieron a aparecer, esta vez acompañados por Leopard, Bely Mishka y Zaya, las mascotas de los Juegos. Una serie de grandes espejos se combinaron y flotaron en el aire para revelar la Llama Olímpica.
La llama fue apagada por Bely Mishka, la mascota oso, que derramó una lágrima cuando esta se apagó (un homenaje a Misha, quien también derramó una lágrima durante la ceremonia de clausura de los Juegos Olímpicos de Moscú 1980). Tras esto, 1000 niños del Coro Infantil Panruso se unieron a la soprano Hibla Gerzmava cantaba "Adios Sochi!". La ceremonia terminó con una exhibición de fuegos artificiales al ritmo de la música de Chaikovski. El DJ ruso Kto dirigió la "after party".

## Himnos
- Gran coro infantil - Himno nacional de Rusia
- Mario Frangoulis - Imnos eis tin Eleftherían
- Coro de la Cámara del Estado de Moscú - Himno Olímpico
- Sumi Jo - Himno Nacional de Corea del Sur